# Amusurgus fujianensis
Amusurgus fujianensis är en insektsart som beskrevs av Wang, Yin, Yanfen Zheng och Patrick C.Y. Woo 1999. Amusurgus fujianensis ingår i släktet Amusurgus och familjen syrsor. Inga underarter finns listade i Catalogue of Life.